# لوسی جارویس
لوسی جارویس (انگلیسی: Lucy Jarvis; زاده ۲۴ ژوئن ۱۹۱۷ – درگذشته ۲۶ ژانویهٔ ۲۰۲۰) تهیه‌کننده تلویزیونی بود. وی بین سال‌های ۱۹۴۷ تا ۲۰۲۰ میلادی فعالیت می‌کرد. او در سال ۱۹۵۹ وارد شبکه ان‌بی‌سی شد. لوسی در سال ۱۹۶۳ با مستند «کرملین» برای فیلم‌برداری جایزه امی را از آن خود کرد." لوسی جارویس در ۲۶ ژانویه ۲۰۲۰، در سن ۱۰۲ سالگی درگذشت.